# Книга художника
Кни́га худо́жника (от англ. Artist's book; фр. Livre d'artiste) — произведение искусства, в котором автор прорабатывает не только содержание и иллюстрации, но и все остальные элементы книги.
Книга художника, как объект, может быть сделанной автором-художником полностью вручную в единственном экземпляре (уникат), или выпускаться ограниченным тиражом (до 150—200 экз.) с использованием техник авторской печатной графики, принтера, цифровой печати, иных малотиражных техник.

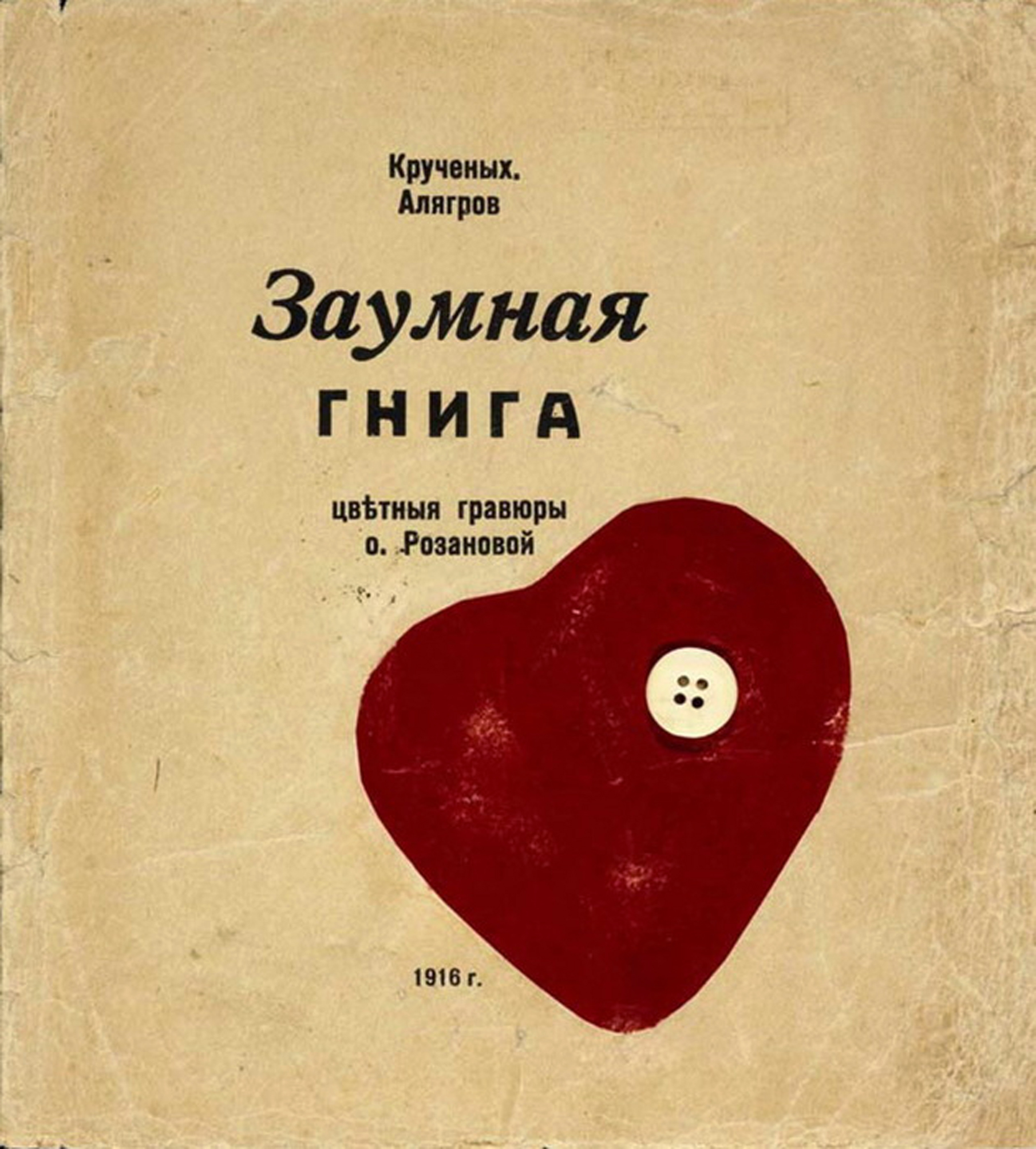
Розанова, Ольга Владимировна. Заумная книга : Типография И. Работнова. — 1916. Тираж 140 экз.

## Ранняя история

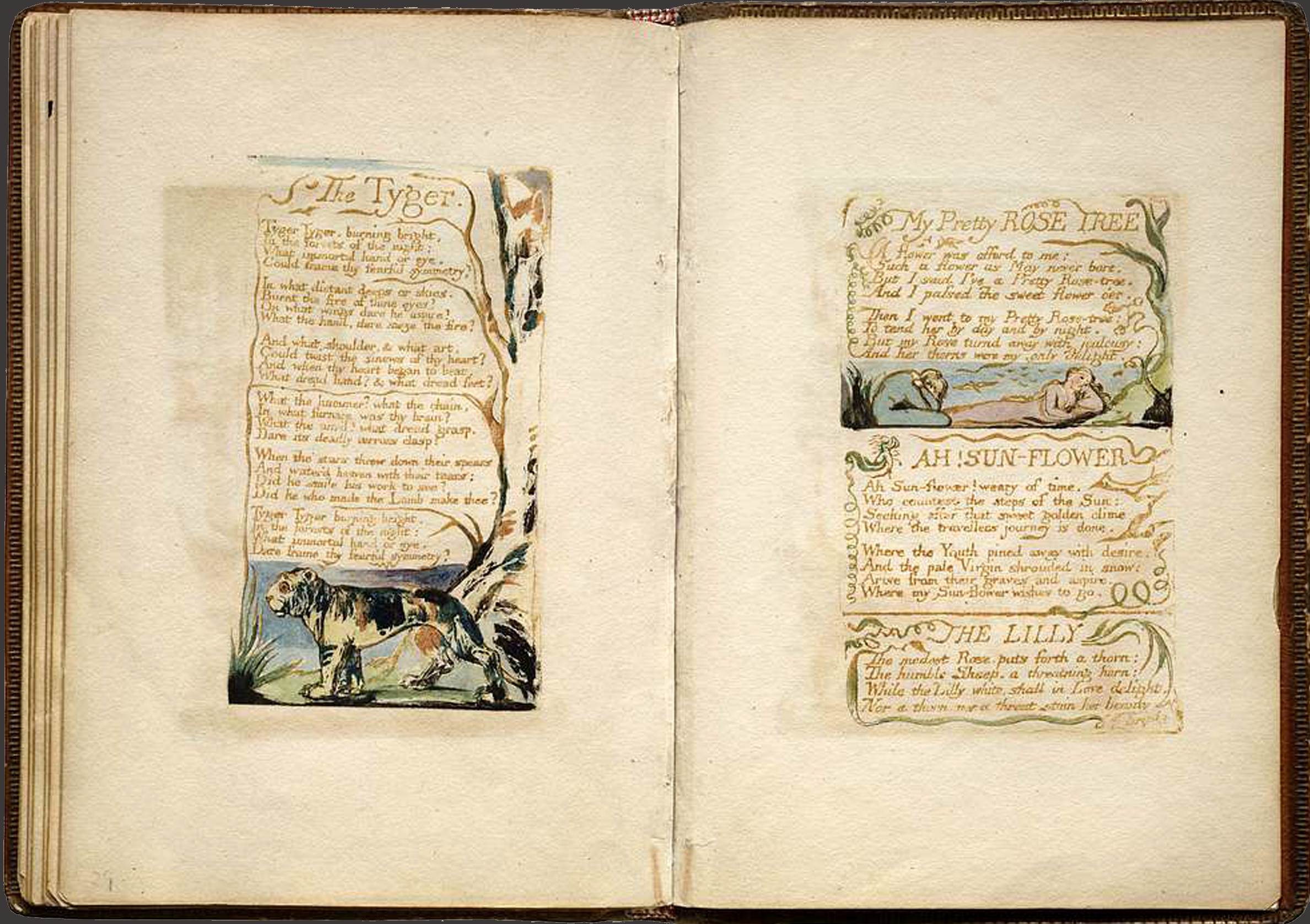
Уильям Блейк. Разворот книги Песни невинности. Лондон. 1794.

Наиболее явным и ранним по хронологии, создателем «Книг художника» большинство исследователей называют английского художника и поэта Уильяма Блейка (1757–1827). Такие книги, как «Бракосочетание Рая и Ада», «Песни невинности и Опыта», «Видения дщерей Альбиона» и многие другие были написаны, проиллюстрированы, напечатаны, раскрашены и переплетены самим Блейком и его женой Кэтрин. Слияние рукописных текстов и гравированных изображений создало чрезвычайно яркие, цельные произведения без каких-либо явных прецедентов в прошлом. Работы во многом стали камертоном для изданий в жанре «Книга художника» более поздних авторов. Книги, которые соединяют самостоятельное не массовое производство, издание и распространение; взаимодополняемость текста и изобразительного ряда и всего оформления. Вот эти основные факторы, которые остались ключевыми в понятии «Книга художника» до наших дней.

## Издания Livre d’artiste
Livre d’artiste — направление французского искусства, возникшее в начале XX века, в основном благодаря усилиям Амбруаза Воллара. Знаменитый галерист, маршан и издатель, используя книжную форму в соединении с графическими работами известных художников, создал по сути новый жанр, который стал одной из предтеч российского феномена «Книга художника». Воллар задумал и воплотил в жизнь целый ряд высокохудожественных изданий. Он привлёк к этой работе многих известных художников-живописцев, не знакомых с канонами книжной иллюстрации. В проекте были задействованы такие великие мастера, как: Боннар, Арп, Миро, Шагал, которые иллюстрировали стихи не менее известных французских авторов Малларме, Верлена, Бальзака.

## Русские футуристические книги
Базирующаяся на книжных опытах русских футуристов 1910-1920-х гг., российская книга художника, с одной стороны, унаследовала традиции французской «livre d’artiste», возникшей в начале XX века, а с другой стороны — английского понятия «artist’s book», появившегося в 1960-х годах.

## Авангардные издания XX века
Наряду с изданиями, сохраняющими традиционную форму книги, в понятие Книга художника также включают книги-объекты, книги-перформансы, книги ленд-арт, реди-мэйд, мэйл-арт, медиа-арт.

## Книга художника в современной России

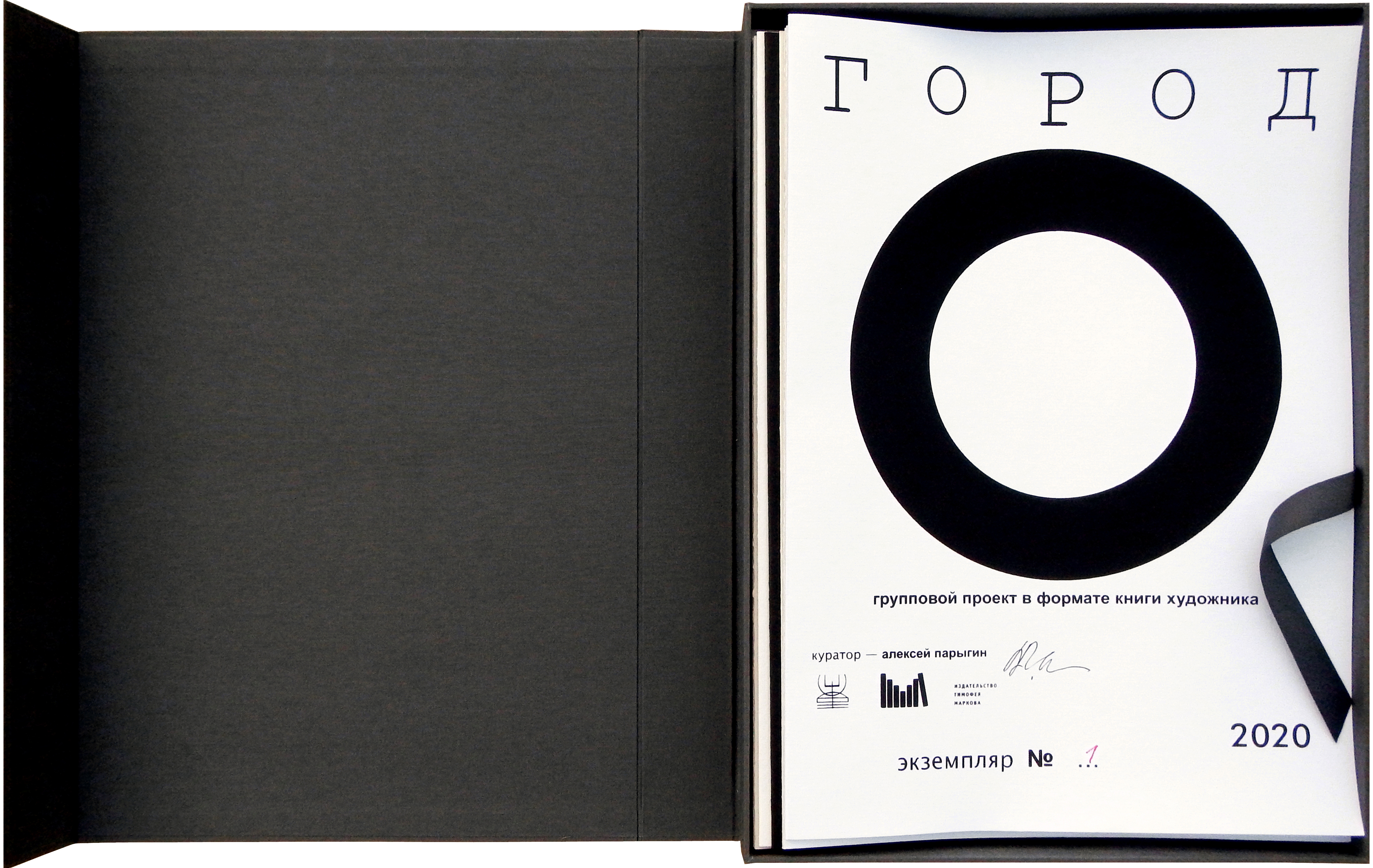
Город как субъективность художника. 2020

Современная Книга художника — это своеобразный творческий метод, в котором автор использует книжную форму в качестве основополагающего инструмента для самовыражения. Здесь «автор» понимается в широком смысле слова, как творец, мастер особого вида искусства. В отличие от писателя он создаёт книгу как целостный организм, в котором текст становится лишь одной из составляющих комплексного высказывания. Послание, зашифрованное в Книге художника, почти никогда не ограничивается визуальным и концептуальным рядом — не менее важными оказываются тактильные, слуховые, а иногда и обонятельные, и вкусовые ощущения.
В России последние несколько десятилетий, в жанре Книга художника, наиболее заметны работы художников: Василий Власов, Юрий Гордон, Виктор Гоппе, Игорь Иогансон, Михаил Карасик, Виктор Лукин, Валерий Корчагин, Михаил Молочников, Юрий Ноздрин, Алексей Парыгин, Михаил Погарский, Виктор Ремишевский, Григорий Кацнельсон, Дмитрий Саенко, Андрей Суздалев, Николай Селиванов, Владимир Смоляр, Евгений Стрелков, Леонид Тишков, Эвелина Шац, Кира Матиссен, Сергей Якунин, Пётр Перевезенцев, Гюнель Юран и др.
Особняком располагаются работы петербургского композитора Юрия Ханона, все книги которого, начиная с романа «Скрябин как лицо», сделаны автором от рукописи до художественного оформления и переплёта, представляя собой тотальный предмет искусства и своего рода артефакт. Первые три издания заранее были разделены на общий и элитный выпуски, в то время как последующие полтора десятка работ Ханон выполнял в непубличных тиражах ручной работы не более девяти экземпляров. Таким же образом он оформлял и свои музыкальные партитуры.
Длительное время, начиная с 2005 года, в Центральном Доме художника ежегодно проводилась Московская международная выставка-ярмарка «Книга художника».

### Современные групповые издания
- ГОРОД как субъективность художника / проект в формате книги художника. Санкт-Петербург. — 2020. Куратор проекта: Алексей Парыгин. Тираж — 58 экземпляров в твердом боксе (35 листов авторской печатной графики + титульный лист).

В проекте участвовало 35 художников: Борис Забирохин, Валерий Мишин, Анатолий Васильев, Алексей Парыгин, Виктор Ремишевский, Юрий Штапаков, Владимир Качальский, Александр Позин, Андрей Чежин, Гафур Мендагалиев, Марина Спивак, Анастасия Зыкина, Игорь Иванов, Андрей Корольчук, Александр Борков, Элла Цыплякова, Вася Хорст, Екатерина Посецельская, Григорий Кацнельсон, Игорь Баскин, Ян Антонышев, Надежда Анфалолва, Игорь Ганзенко, Вячеслав Шилов, Валерий Корчагин, Виктор Лукин, Михаил Молочников, Кира Матиссен, Петр Перевезенцев, Леонид Тишков, Михаил Погарский, Василий Власов, Дмитрий Каварга, Евгений Стрелков, Александр Артамонов.
- ИЛИ@ЗДА / проект в формате книги художника. Москва. — 2019. Кураторы проекта: Василий Власов и Михаил Погарский. Тираж — 41 экземпляр в твердом боксе (40 листов авторской печатной графики).

В проекте участвовало 20 художников: Вера Аткарская, Алексей Веселовский, Василий Власов, Григорий Кацнельсон, Валерий Корчагин, Виктор Лукин, Кира Матиссен, Александр Панкин, Алексей Парыгин, Пётр Перевезенцев, Михаил Погарский, Евгений Погорелов, Михаил Рошняк, Александр Савельев, Наталья Синёва, Екатерина Смирнова, Леонид Тишков, Никон Филлипов, Вера Хлебникова, Сергей Якунин.
- Поэзия неведомых слов (вариации в кириллице) / проект в формате книги художника. Москва. — 2019. Кураторы проекта: Василий Власов и Михаил Погарский. Тираж — 41 экземпляр в твердом боксе (22 листа авторской печатной графики).

В проекте участвовало 20 художников: Вера Аткарская, Василий Власов, Алексей Веселовский, Виктор Лукин, Григорий Кацнельсон, Валерий Корчагин, Кира Матиссен, Александр Панкин, Михаил Рошняк, Александр Савельев, Наталья Синёва, Екатерина Смирнова, Алексей Парыгин, Михаил Погарский, Пётр Перевезенцев, Евгений Погорелов, Леонид Тишков, Никон Филлипов, Вера Хлебникова, Сергей Якунин.
- Жёлтый звук (к 85-летию Альфреда Шнитке) / проект в формате книги художника. Москва. — 2019. Кураторы проекта: Василий Власов и Михаил Погарский. Лимитированный тираж в твердом боксе.

В проекте участвовали художники: Вера Аткарская, Василий Власов, Михаил Погарский, Наталья Синёва, Петр Перевезенцев, Кира Матиссен, Вера Хлебникова, Леонид Тишков, Валерий Корчагин, Михаил Молочников и другие. 
- Русский Букварь / проект в формате книги художника. Москва-Санкт-Петербург. — 2018. Кураторы проекта: Виктор Лукин и Михаил Погарский. Тираж — 60 экземпляров в твердом боксе (33 листа авторской печатной графики).

В проекте участвовало 33 художника: Игорь Шелковский, Игорь Макаревич, Виктор Умнов, Александр Панкин, Леонид Тишков, Андрей Чернихов, Константин Худяков, Юрий Гордон, Политов/Белова, Алексей Веселовский, Иван Колесников, Сергей Денисов, Валерий Орлов, Виктор Лукин, Кира Матиссен, Валерий Корчагин, Татьяна Антошина, Михаил Рошняк, Алексей Парыгин, Эмиль Гузаиров, Александр Артамонов, Пётр Перевезенцев, Екатерина Смирнова, Константин Батынков, Александр Панин, Григорий Кацнельсон, Наталья Синёва, Василий Власов, Михаил Погарский, Сергей Якунин, Андрей Красулин, Александр Савельев, Вера Аткарская. 
- Странник Гумилёв / международный проект в формате книги художника. Москва-Санкт-Петербург. — 2016. Кураторы проекта: Василий Власов и Михаил Погарский. Тираж — 27 экземпляров в твердом боксе (45 листов авторской печатной графики).

В проекте участвовало 15 художников:  Александр Артамонов, Вера Аткарская, Юлия Ахмадеева, Алексей Веселовский, Василий Власов, Сергей Воробьёв, Саша Грач, Валерий Корчагин, Светлана Кочеткова, Кира Матиссен, Алексей Парыгин, Михаил Погарский, Наталья Синёва, Сергей Смирнов, Игорь Улангин.
- ПтиЦЫ и ЦЫфры (посвящение 130-летию со дня рождения Велимира Хлебникова) / проект в формате книги художника. Санкт-Петербург-Москва. — 2015. Куратор проекта: Михаил Карасик. Тираж — 27 экземпляров в твердом боксе (50 листов авторской печатной графики).

В проекте участвовало 10 художников: Григорий Кацнельсон, Михаил Карасик, Александр Лаврентьев, Кира Матиссен, Петр Перевезенцев, Виктор Ремишевский, Вера Хлебникова, Михаил Молочников, Василий Власов, Леонид Тишков. 
- Маяковский—Манифест / проект в формате книги художника. Санкт-Петербург-Москва. — 2014. Куратор проекта: Михаил Карасик. Тираж — 27 экземпляров в твердом боксе (13 работ).

В проекте участвовало 13 художников: Стас Багс, Василий Власов, Александр Джикия, Михаил Карасик, Григорий Кацнельсон, Александр Лаврентьев, Кира Матиссен, Илья Обухов, Алексей Парыгин, Михаил Погарский, Виктор Ремишевский, Дмитрий Саенко, Тарас Сгибнев. 
- Книга на острие современного искусства / проект в формате книги художника. Москва—Санкт-Петербург. — 2013. Куратор проекта: Виктор Лукин и Михаил Погарский. Тираж — 50 экземпляров в твердом (микрогофрокартон) футляре (20 работ).

В проекте участвовало 20 художников: Михаил Карасик, Алексей Парыгин, Василий Власов, Михаил Погарский, Татьяна Антошина, Виктор Гоппе, Александр Джикия, Валерий Корчагин, Виктор Лукин, Михаил Молочников, Светлана Никольская, Валерий Орлов, Петр Перевезенцев, Владимир Смоляр, Леонид Тишков, Александр Флоренский, Ольга Флоренская, Вера Хлебникова, Сергея Шутов, Сергей Якунин. 

### Монографии
Погарский М. Книга художника [х]. Том I. История; Том II. Теория; Том III. Практика. — М.: Треугольное колесо — 2021. ISBN 978-5-9906919-6-4

### Каталоги выставок (выборочно)
- Город как субъективность художника. Групповой проект в формате книги художника/ Каталог рус.-англ. Авт. вст. статей: Парыгин А. Б., Марков Т. А., Климова Е. Д., Боровский А. Д., Северюхин Д. Я., Григорьянц Е. И., Благодатов Н. И. — СПб: Изд. Т. Маркова. 2020. — 128 с.: цв. ил. Тираж — 500 экз. ISBN 978-5-906281-32-6
- Поэзия неведомых слов в XXI веке // Катаог проекта. Авт. вст. ст.: П. Казарновский, М. Погарский. Москва: AVC Charity. — 2019. — 98 с., цв. ил.
- Зданевич здесь и сейчас // Катаог проекта. Авт. вст. ст.: П. Казарновский, М. Погарский. Москва: AVC Charity. — 2019. — 110 с., цв. ил.
- Буквари и буквы в собрании Эрмитажа / Каталог выставки в ГЭ. СПб: Эрмитаж, 2019. — 48 с., ил. ISBN 978-5-93572-859-5.
- Дуализм. Третья балтийская биеннале искусства книги (каталог выставки). Авт. вст. ст.: И. Гринчель, А. Парыгин, Е. Григорьянц. СПб, 2018. — 100 с., цв. ил.[12]
- ተጓዥ ጉሚሊየቭ (በሠዓሊ መጽሐፍ መልክ የተዘጋጀ የሥነ-ጥበብ ፕሮጀክት) / Странник Гумилёв (арт-проект в формате Книги художника). Авт. вст. ст.: М. Авеличева, М. Погарский. М.: Пиранези LAB, 2017. — 40 с. [без пагинации], цв. ил. (на русском, англ. и амхарском яз.).[13]
- Первая балтийская биеннале искусства книги (каталог выставки). Авт. вст. ст.: Е. Григорьянц, М. Шейнина, М. Карасик, И. Гринчель. СПб, 2014. — 168 с., цв. ил.[14]
- Маяковский—Манифест. Каталог-газета к выставке. Галерея «Проун». Центр современного искусства «Винзавод», Москва. СПб: Изд. Тимофея Маркова, 2013.
- Книга на острие современного искусства / Book on the Spearhead of Contemporary Art (каталог выставки в РГБИ). Авт. вст. ст.: М. Погарский. М.: Треугольное колесо, 2013. — 64 с., цв. ил.
- Первая книга / The First Book (каталог выставки в ГМЗ Царицыно). Авт. вст. ст.: О. Докучаева, В. Пацюков, М. Погарский. М. 2013. — 129 с., цв. ил.
- Die Verwandlung. 25 Jahre russische Künstlerbücher 1989-2013. LS collection Van Abbemuseum Eindhoven (каталог выставки). Авт. вст. ст.: Antje Theise, Klara Erdei, Diana Franssen. Eindhoven, 2013. — 120 с., цв. ил.
- Музей «Книга художника» (каталог выставки в музее Эрарта. СПб). Авт. вст. ст.: М. Погарский, М. Карасик, Е. Климова, Ю. Самодуров. СПб. 2011. — 200 с., цв. ил.
- А. Крученых Грандіозарь (каталог выставки в музее В. В. Маяковского). Авт. вст. ст.: С. Стрижнеёва, С. Бирюков, М. Погарский. М. 2011. — 17 с., цв. ил.
- Viola Hildebrand-Schat, Stefan Soltek: Die Kunst schlägt zu Buche, ed. Klingspor Museum Offenbach, Lindlar. - 2013. Die Neue Sachlichkeit (нем.) ISBN 978-3-942139-32-8
- Книга художника’09. Библиотека иностранной литературы им. М.И. Рудомино. (Каталог выставки). — М., 2009.
- Книжная кунсткамера в Эрмитаже (каталог выставки в Государственном Эрмитаже). — СПб: ГЭ, 2009.
- Каталог 4-й Московской международной выставки-ярмарки «Книга художника», 2008
- Юрась Малаш. Патаемнае наіўных мастакоў Беларусі. Мінск 2007
- Каталог 2-й Московской международной выставки-ярмарки «Книга художника», 2006
- Каталог 1-й Московской международной выставки-ярмарки «Книга художника», 2005
- Карасик М. Круг, квадрат, крест и обои... От книги авангарда к книге художника // Для голоса! Книга русского авангарда 1910–1934. Книга художника 1970–2005. Музей Анны Ахматовой в Фонтанном Доме. Каталог выставки. Санкт-Петербург: Издательство М.К., 2005.
- Хармсиздат представляет: Русский Дада. ОБЭРИУ Box. Литературный конструктивизм. Ленинградский литературный андеграунд / Вступ. статья Глеба Ершова. Государственный Русский музей. Музей Людвига в Государственном Русском музее. Каталог выставки. Санкт-Петербург: Издательство М.К., 2003.
- Русская книга художника — новейшая история. Малотиражные издания, книжные объекты. 1995–2002. Каталог выставки «Книга художника. Немецкие публикации и издания. 1960-е — начало 1990-х годов. Русская книга художника — новейшая история. Малотиражные издания, книжные объекты. 1995–2002». Музей Анны Ахматовой в Фонтанном Доме, Санкт-Петербург, 2002.
- Дембельский альбом — русский Art Brut. Между субкультурой и книгой художника. Сборник материалов и каталог выставки. Музей Анны Ахматовой в Фонтанном Доме. Санкт-Петербург: M.K. & Хармсиздат, 2001.
- Художник и книга 1910–1930... Книга художника в России 1990-е. АРТ Франкфурт // 9-я Международная выставка книги художника и печатной графики: Галерея Глобус & Издательство М.К. Каталог выставки. Лейпциг: Edition Lebensretter, 2000.
- Книга художника. Россия. 1970–1990. Государственный музей изобразительных искусств имени А.С. Пушкина. Музей частных коллекций. Каталог выставки. Москва: издательство «Даблус», 1999.
- Книга художника и поэта. Современная книга художника. Дом архитектора. Центр современного искусства, Нижний Новгород. Каталог. Нижний Новгород: издательство «Дирижабль», 1998.
- Книга художников. Екатеринбургский музей изобразительных искусств, при участии Фонда «Даблус», Москва и Музея Анны Ахматовой в Фонтанном Доме, Санкт-Петербург. Каталог выставки. Екатеринбург, 1994.
- Театр Бумаг 2: Книга художника. Музей Анны Ахматовой в Фонтанном Доме. Каталог выставки. Санкт-Петербург: Издательство М.К., 1994.
- Карасик М. Нечаянный ренессанс // Авангард и традиция: Книги русских художников 20 века. Российская Государственная библиотека. Каталог выставки. Москва: Даблус, 1993.
- Театр Бумаг. Экспериментальная книга художника и поэта. Музей Анны Ахматовой в Фонтанном Доме. Каталог выставки. Санкт-Петербург: Издательство М.К., 1992.

### Статьи (выборочно)
- Parygin Alexey A City as an Artist's Subjectivity / Artist’s Book Yearbook 2022-2023. Edited by Sarah Bodman. — Bristol: CFPR (Centre for Fine Print Research). University of the West of England, 2022. — 292 pp. ISBN 978-1-906501-22-8[15]
- Ekaterina Klimova A City as a Book / Artist’s Book Yearbook 2022-2023. Edited by Sarah Bodman. — Bristol: CFPR (Centre for Fine Print Research). University of the West of England. 2022. — 292 pp. ISBN 978-1-906501-22-8
- Parygin Alexey "A City as the Artist's Subjectivity" is an Artist is a large Russian project in the livre d'artiste format // Book Arts Newsletter. — No. 140. Bristol: CFPR (Centre for Fine Print Research). University of the West of England. 2021, July — August. — P. 46-48. ISSN 1754-9086[16]
- Благодатов Н. И. Субъективные пространства города. — Петербургские искусствоведческие тетради, выпуск 67, СПб: АИС, 2021. — С. 66-68. ISBN 978-5-906442-31-4
- Grigoryants El. The Futurist Tradition in Contemporary Russian Artists’ Books // International Yearbook of Futurism Studies / Special Issue on Russian Futurism. Ed. by Günter Berghaus. — Walter de Gruyter. Vol. 9 — 2019, 520 p. — pp. 269-296. ISBN 978-3-11-064623-8 (на англ. яз.).[17]
- Григорьянц Е. И. "Книга художника" как феномен современного искусства // Вопросы искусствоведения ХХ — начала XXI века: Материалы международной н-п конф. (Алматы, 5—6 апреля 2016). Посвящается 25—летию Независимости Республики Казахстан 20-летию основания кафедры «История и теория изобразительного искусства». — Алматы, 2016. — С. 115—118.
- Григорьянц Е. И. Русская «книга художника»: от А. Крученых до наших дней // Петербургские искусствоведческие тетради. – В. 33. – СПб., 2015.
- Парыгин А. Б. Книга художника как форма искусства // «Искусство печатной графики: история и современность». В сб. н. статей по материалам научной конференции Четвертые казанские искусствоведческие чтения 19-20 ноября 2015. — Казань: ГМИИ РТ, 2015. — С. 75-78, ил.
- Григорьянц Е. И. Образ текста в современной петербургской «книге художника» и livre d`artiste // Печать и слово Санкт-Петербурга: Сборник научных трудов. Ч.1 – СПб., 2014.
- Григорьянц Е. И. «Книга художника» в петербургском искусстве: предпосылки становления и достижения 1970–80-х годов // Печать и слово Санкт-Петербурга. – СПб. 2013.
- Григорьянц Е. И. «Автографическая книга» в рамках направления «Artists book» («книга художника» // XX век. Две России – одна культура: Сборник научных трудов по материалам 14 Смирдинских чтений. – СПб, 2006.
- Григорьянц Е. И. Штрихи к портрету эпохи у петербургских авторов "книги художника". — Библиофилы России. Альманах. Том 2 — М., 2005. С. 238–253 [18].
- Григорьянц Е. И. Диалог поэт – художник в современной петербургской книге художника // Актуальные проблемы теории и истории библиофильства: Материалы 9 Международной конференции. – СПб., 2003 [19].
- Карасик М. Книга художника: От формы свободомыслия к форме пластической свободы // Мир дизайна. № 1-2. Санкт-Петербург, 1996.
- Карасик М. Книжный сад: современная русская книга художника // Книга: Исследования и материалы. Сборник 72. Москва, 1996.
- Чудецкая А. «Книга художника» 1980–1990-х годов как направление современной графики // Вопросы искусствознания IX (2/96). Москва, 1996.
- Перц В., Карасик М. Литографированная книга: возрождение традиций? // Творчество. № 12. Москва, 1989.

### Периодика

(Альманах «Треугольное колесо»

- Библиотека Просперо (альманах «Треугольное колесо» № 5, 2007
- Книга о Книге художника (альманах «Треугольное колесо» № 3), 2005
- Оттиск, № 3 (альманах печатной графики), 2005.